# ダイコロ
ダイコロ株式会社（DAICOLO Co.,Ltd.）は大阪府枚方市に本社を置く卒業アルバムを主として、名刺・写真集・ポストカード等の印刷物の企画・製造をおこなう企業である。

## 会社概要
幼稚園から大学まで、年間9,320校、約100万冊の卒業アルバムを制作する印刷会社。1953年に「大阪コロタイプ印刷」として創業し、1971年に現社名に変更。
名刺やDM等から、写真集・ポストカードなどの企画から印刷までを手掛ける。その他、学校案内・会社案内に加え、レストランのメニューなどといったパンフレット等も制作している。
近年では、印刷メディアでは収まりきらない、卒業アルバムなどの写真をCD-ROM化した「デジタルディスクアルバム（D2A）」なる製品を開発し、これまでの卒業アルバムよりも格段にグレードアップした内容の製品を提供している。
2011年には、学校写真のインターネット販売システム「PhotoSpot」の開発、運営を開始。これまで見たくても見ることができなかった、撮りたくても撮ることができなかったわが子の学校生活や行事での姿を写真館のカメラマンが撮影し、インターネットを通して保護者がスマホや各家庭のパソコンで閲覧、購入することを可能にした。
過去には、名前だけが入った名刺を配るよりも写真を入れたほうが顔を覚えてもらいやすいといったことから「写真入り名刺」とうアイデア製品を開発し、毎週土曜朝に朝日放送制作・テレビ朝日系全国ネットで放映されている「朝だ!生です旅サラダ」のスポンサーをつとめCM放映をしていたこともある。